# Кам'яномиське-море газове родовище
Кам'яномиське-море — газове родовище, виявлене у акваторії Обської губи Карського моря, поблизу узбережжя Тюменської області Росії. Розташоване між мисом Кам'яний та мисом Парусний (на узбережжі Тазівського півострова). Специфіка назви викликана необхідністю відрізняти його від родовища на півострові Ямал, що також розташоване поблизу мису Кам'яний — Кам'яномиського-суша.

## Опис
Родовище відкрите у 2000 році свердловиною № 1, пробуреною компанією «Арктикморнафтогазрозвідка» по контракту з «Газпромом». Запаси вуглеводнів встановлено у відкладеннях верхньої крейди. Газ без домішок, містить біля 99,2 % метану. У 2003—2007 було пробурено ще п'ять розвідувальних свердловин, що дозволило довести оцінку геологічних запасів газу по категоріях С1+С2 до 535 млрд.м3.
Розробка родовища, розташованого в районі з глибинами 11-17 метрів, планується за допомогою багатофункціональної льодостійкої станціонарної морської платформи та встановлення блок-кондукторів з використанням мобільної льодостійкої бурової платформи. Всього планується пробурити 42 свердловини. Для освоєння Кам'яномиського-море та розташованого поруч Північно-Кам'яномиського родовищ планується спорудити на мисі Парусний у 80 км від Ямбургу береговий комплекс з підготовки газу.
Початок освоєння родовища первісно запланований на 2020 рік.